# Alceu Amoroso Lima

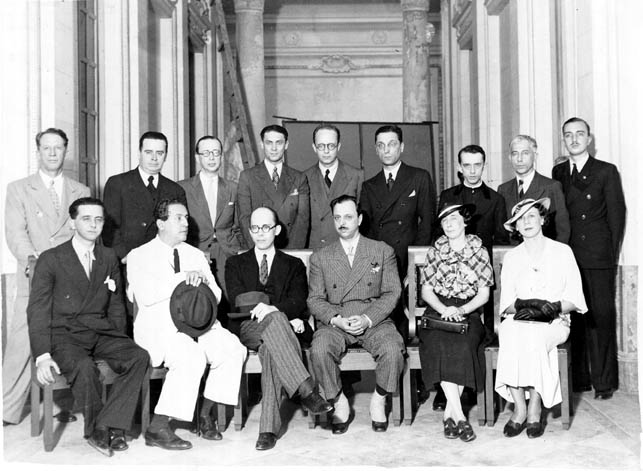
Manuel Bandeira, Alceu Amoroso Lima, Hélder Câmara, Lourenço Filho, Roquette Pinto und Gustavo Capanema, v.l.n.r (1936)

Alceu Amoroso Lima (* 11. Dezember 1893 in Rio de Janeiro; † 14. August 1983 in Petrópolis) war ein brasilianischer Schriftsteller, Literaturkritiker und Politiker. Lima schrieb unter dem Pseudonym Tristão de Ataíde.

## Leben
Alceu Amoroso Lima studierte Jura in Rio de Janeiro. Nach seinem Examen im Jahr 1913 reiste er nach Frankreich. Nach seiner Rückkehr nach Brasilien war er als Literaturkritiker tätig und nahm sein Pseudonym an. Von Jackson de Figueiredo und P. Leonel Franca S.J. beeinflusst, konvertierte er 1928 zur Katholischen Kirche. Nach dem Tod de Figueiredos leitete Lima den Centro Dom Vital, einen Begegnungsort der katholischen Intellektuellen des Landes. 1932 gründete er zusammen mit Plinio Corrêa de Oliveira und Heitor da Silva Costa mit Unterstützung durch Kardinal-Erzbischof Sebastião Leme da Silveira Cintra die Katholische Wahlliga. Später, beeinflusst von Jacques Maritain, änderte er seinen politischen Kurs.
Am 29. August 1935 wurde Lima in die Academia Brasileira de Letras, eine literarische Akademie nach dem Vorbild der Académie française, gewählt. Von 1935 bis 1945 war er Präsident der Katholischen Aktion Brasiliens. Von 1941 bis 1963 war er Dozent an der Pontifícia Universidade Católica do Rio de Janeiro (Päpstliche Universität von Rio de Janeiro) für brasilianische Literatur. Während der seit 1964 herrschenden Militärdiktatur setzte Lima sich publizistisch für die Meinungs- und Pressefreiheit ein.

## Schriften (Auswahl)
- Estudos – Segunda série (1927)
- Política (1932)
- Elementos de ação católica (1938)
- Mitos de nosso tempo (1943)
- O problema do trabalho (1946)
- Meditações sobre o mundo interior (1953)
- O existencialismo e outros mitos de nosso tempo (1951)
- O gigantismo econômico (1962)
- O humanismo ameaçado (1965)
- Os direitos do homem e o homem sem direitos (1975)
- Revolução Suicida (1977)
- Tudo é mistério (1983)